# Acaenica diaperas
Acaenica diaperas är en fjärilsart som beskrevs av George Francis Hampson 1918. Acaenica diaperas ingår i släktet Acaenica och familjen nattflyn. Inga underarter finns listade i Catalogue of Life.